# جيمي بارتليت (عداء مراثوني)
جيمي بارتليت هو عداء مراثوني كندي، (ولد في أوشاوا في كندا 1908 – 1971 م).

## وصلات خارجية
- جيمي بارتليت على موقع أوليمبيديا (الإنجليزية)